# Lista över borgmästare i Helsingborg
Detta är en lista över staden Helsingborgs stads borgmästare.

## Borgmästare i Helsingborg
Borgmästare i Helsingborgs stad före 1971.
| Ämbetstid | Namn                  | Levnadstid | Övrigt |
| --------- | --------------------- | ---------- | ------ |
| 1655–     | Eggert Elers          | 1610–1667  |        |
| 1705–1709 | Gabriel Löfgren       | 1672–1744  |        |
| 1710–1738 | Henrik Sylvius        | 1682–      |        |
| 1738–1759 | Petter Pihl           | 1704–1759  |        |
| 1761–1791 | Nils Cervin           | 1729–1791  |        |
| 1791–1792 | Lars Mathias Gülich   | 1744–1792  |        |
| 1793–1808 | Carl Gustaf Ekerholm  | 1759–1808  |        |
| 1809–1832 | Anders Petter Ståhle  | 1774–1832  |        |
| 1832–1849 | Håkan Lundberg        | 1795–1849  |        |
| 1849–1864 | Lars Magnus Wejlander | 1806–1864  |        |
| 1864–1867 | Victor Landegren      | 1823–1875  |        |
| 1868–1899 | Erik von Stockenström | 1823–1905  |        |
| 1899–1911 | Gustaf Hoff           | 1849–1911  |        |
| 1911–1936 | Johan Bååth           | 1870–1953  |        |
| 1936–1948 | Joël Laurin           | 1899–1981  |        |
| 1949–1970 | Lars Gunnar Ohlsson   | 1905–1982  |        |
| 1970–1970 | Allan Persson         | 1913–1998  |        |